# Egon Sørensen
Egon Sørensen   (Copenhaguen, 16 de febrer de 1913 - 25 d'octubre de 1981) fou un futbolista i jugador d'handbol danès de les dècades de 1930 i 1940.
Fou 18 cops internacional amb la selecció de futbol de Dinamarca i també amb la d'handbol.
Pel que fa a clubs, defensà els colors de Boldklubben Frem i Ajax København (handbol).